# Frank Farian
Frank Farian, właściwie Franz Reuther (ur. 18 lipca 1941 w Kirn, zm. 23 stycznia 2024 w Miami) – niemiecki wokalista, kompozytor i producent muzyczny; twórca i opiekun m.in. zespołów Boney M., Milli Vanilli, Far Corporation i La Bouche. W trakcie swojej kariery Farian sprzedał ponad 850 milionów albumów i dostał około 800 złotych oraz platynowych certyfikatów.

## Życiorys

### Wczesne lata
Urodził się jako Franz Reuther 18 lipca 1941 roku w Kirn w Nadrenii-Palatynacie. W tym samym roku, w którym przyszedł na świat, jego ojciec, z zawodu kuśnierz, zginął walcząc jako żołnierz podczas II wojny światowej. W następnych latach Franz mieszkał z matką Cilli oraz dwojgiem starszego rodzeństwa Herthą i Heinzem w jednej z dzielnic Saarbrücken, Altenkessel. Gdy miał 12 lat dostał gitarę, jednak później wyszkolił się na kucharza i pracował w różnych restauracjach. O związaniu swojego życia z muzyką zdecydował po odkryciu rock and rollowej twórczości Elvisa Presleya i Billa Haleya – zainwestował wówczas wszystkie swoje fundusze w sprzęt muzyczny i przyjął pseudonim Frank Farian. Na poddaszu swojego mieszkania w Spiesen-Elversberg założył małe studio nagraniowe, gdzie skomponował i wyprodukował pierwsze piosenki.
W 1961 roku założył zespół rockowy Frankie Farian & die Schatten. W 1964 roku ukazało się pierwsze wydawnictwo zespołu, singel „Shouting Ghosts” (z „Raw-Hide” na stronie B), który nie zdobył uznania publiczności. W tym samym roku Frankie Farian & die Schatten wystąpił na Rockfestiwal w Hamburgu.
Pod koniec lat 60. XX wieku postanowił zostać piosenkarzem szlagierowym i w tym celu podpisał kontrakt nagraniowy. Jako piosenkarz wylansował m.in. takie piosenki jak „Dana My Love” (1969), „So muss Liebe sein” (1973), „Rocky” (1976), która stała się jego pierwszym wielkim przebojem i „Was kann schöner sein?”, która po latach trafiła na listę 100 najlepszych piosenek szlagierowych lat 70. XX wieku magazynu Popkultur. Nieraz występował w programie muzycznym telewizji ZDF, ZDF-Hitparade. Oprócz śpiewania Farian wraz z ówczesną żoną Brigitte prowadził także lokal gastronomiczny Hoch Trepp, a później otworzył dyskotekę Rendezvous w St. Ingbert, w której pierwsze muzyczne szlify zdobywały nowe zespoły muzyczne.

### Boney M.
W grudniu 1974 roku Frank Farian wydał pod szyldem „Boney M.” singel „Baby Do You Wanna Bump”. Wkrótce potem Farian zaczął tworzyć zespół Boney M., składający się z czterech tancerzy – trzech kobiet i mężczyzny, których wyszukał w katalogu artystów. W nagraniach brało udział tylko dwoje członków zespołu, Liz Mitchell i Marcia Barrett. Męskie partie wokalne, należące do Bobby’ego Farrella wykonywał sam Farian, a następnie były one odtwarzane podczas występów jako tzw. playback. Mimo to zespół odniósł sukces zarówno w rodzimych Niemczech, jak i na całym świecie. W latach 1975–1988 38 piosenek Boney M. dotarło do pierwszej dziesiątki niemieckich list przebojów, zaś 15 osiągnęło szczyt tych list. Wśród największych przebojów Boney M. są m.in. „Daddy Cool” (1976), „Ma Baker” (1977), „Rasputin” (1978), i „Rivers of Babylon” (1978), będący coverem piosenki jamajskiego zespołu The Melodians. W Wielkiej Brytanii trzy single Boney M. – „Mary’s Boy Child”, „Rivers of Babylon” i „Brown Girl in the Ring” – znajdują się wśród pięciu najlepiej sprzedających się nagrań wszech czasów.

### Eruption
W 1976 roku Farian sprowadził do Niemiec brytyjski zespół Eruption, który miał stanowić support w trasach koncertowych Boney M. Farian zlecił Eruption nagranie coverów „I Can’t Stand the Rain” Ann Peebles i „One Way Ticket” Neila Sedaki.

### Far Corporation
W 1985 roku Farian utworzył będący konglomeratem wielu muzyków zespół Far Corporation, którego pierwotnym celem miało być nagranie coveru piosenki „Mother and Child Reunion” Paula Simona. Wśród dokonań zespołu znajduje się m.in. cover utworu „Stairway to Heaven” zespołu Led Zeppelin, który w 1985 roku dotarł do 8. miejsca na brytyjskiej liście przebojów.

### Milli Vanilli
W 1988 roku Frank Farian stworzył zespół Milli Vanilli. W zespole znalazło się dwóch modeli i tancerzy: Fabrice „Fab” Morvan i Robert „Rob” Pilatus, których Farian wypatrzył w jednym z klubów nocnych w Monachium. Tancerze mieli na scenie ładnie wyglądać i poruszać się oraz udawać, że śpiewają. Autorami partii wokalnych, odtwarzanych podczas występów z taśmy, byli sesyjni wokaliści m.in. Charles Shaw, Brad Howell i John Davis. Zespół zaliczył wiele występów na różnych festiwalach, imprezach i koncertach, a podczas jednego z nich zacięła się taśma z podkładem, na co Fab i Rob zareagowali ucieczką ze sceny. Zrodziło to wiele plotek rozpowszechnianych w branżowych mediach. W końcu Charles Shaw wyjawił prasie, że tak naprawdę na nagraniach Milli Vanilli słychać jego głos i kilku innych wokalistów, a nie Morvana i Pilatusa. Po pewnym czasie wycofał jednak swoje słowa, twierdząc, że chciał w ten sposób wypromować swoją własną muzykę. Debiutancki album zespołu, All or Nothing sprzedał się w nakładzie 30 milionów egzemplarzy, a pochodząca z niego piosenka „Girl You Know It’s True” stała się wielkim przebojem. W 1990 roku Milli Vanilli otrzymał nagrodę Grammy w kategorii Najlepszy nowy artysta.
14 listopada 1990 roku Farian pod wpływem presji środowiska dziennikarskiego przyznał w mediach, że Fab i Rob nigdy nie śpiewali, a w nagraniach uczestniczyli wokaliści sesyjni. Wkrótce potem zespołowi odebrano nagrodę Grammy. Robert Pilatus wpadł w depresję i zaczął nadużywać alkoholu oraz narkotyków. 2 kwietnia 1998 roku zmarł w wyniku przedawkowania tych substancji. Fabrice Morvan kontynuował karierę muzyczną, jednak nie udało mu się odnieść tak dużego sukcesu jak w Milli Vanilli. Prawdziwi wokaliści zespołu próbowali kontynuować jego działalność pod różnymi modyfikacjami jego nazwy, lecz żaden z ich projektów nie zbliżył się do popularności pierwotnego Milli Vanilli.

### La Bouche, Le Click i No Mercy
W latach 90. XX wieku Frank Farian stworzył eurodance’owo-popowe zespoły La Bouche, Le Click i No Mercy, które wylansowały wiele przebojów.

### Inna działalność
W 1986 roku Farian wyprodukował album Blind Before I Stop amerykańskiego piosenkarza Meat Loafa.
W 1997 roku wyprodukował zremiksowaną wersję singla „Tic, Tic Tac” brazylijskiego zespołu Carrapicho, którą wydano pod szyldem Chilli feat. Carrapicho.
W 2006 roku w londyńskim Shaftesbury Theatre odbyła się premiera pierwszego musicalu Franka Fariana, Daddy Cool. W musicalu znalazły się piosenki zespołów Boney M., Eruption i Milli Vanilli. Opowiadał on historię Sunny’ego, młodego mężczyzny, którego całe życie to muzyka. W późniejszym czasie musical wystawiono w Berlinie.

## Życie prywatne
Był żonaty z Brigitte, z którą miał syna Petera. Później był w wieloletnim nieformalnym związku z Ingrid „Milli” Segieth oraz, przez 15 lat, z Chinyą Onyewnjo, z którą miał dwie córki: Yaninę (ur. 1998) i Zoe Anouk (ur. 2008). Od 2012 roku był związany z młodszą od siebie o 42 lata przyjaciółką Chinyi Onyewnjo, piosenkarką Angie, znaną także jako Princess Guyana.
Mieszkał m.in. w Brukseli, Miami i na Ibizie, gdzie prowadził studio nagraniowe. 
Zmarł 23 stycznia 2024 roku w swoim domu w Miami w wieku 82 lat.